# Campeonato Sul-Americano de Atletismo Júnior de 2015
O Campeonato Sul-Americano de Atletismo Júnior de 2015 foi a 41ª edição da competição de atletismo organizada pela CONSUDATLE para atletas com menos de vinte anos, classificados como júnior ou sub-20. O evento foi realizado na Pista de Atletismo Jefferson Pérez, em Cuenca, no Equador, entre 30 e 31 de maio de 2015. Contou com cerca de 245 atletas de 11 nacionalidades distribuídos em 44 eventos. 

## Medalhistas
Esses foram os resultados do campeonato. 

### Masculino
| Evento                      | Ouro | Ouro     | Prata                                                                          | Prata    | Bronze                                                                                 | Bronze   |
| --------------------------- | --- | -------- | ------------------------------------------------------------------------------ | -------- | -------------------------------------------------------------------------------------- | -------- |
| 100 metros                  | Vitor Hugo dos Santos · Brasil                                                                                                   | 10.29    | Derick de Souza Silva · Brasil                                                 | 10.38    | Arturo Deliser · Panamá                                                                | 10.49    |
| 200 metros                  | Arturo Deliser · Panamá | 20.86    | Derick de Souza Silva · Brasil                                                 | 20.92    | Enzo Faulbaum · Chile                                                                  | 21.06    |
| 400 metros                  | Maykon Kennedy do Nascimento · Brasil                                                                                            | 46.73    | Anderson Cordeiro de Lima Cerqueira · Brasil                                   | 47.19    | Martín Tagle · Chile                                                                   | 48.12    |
| 800 metros                  | Pedro Roberto de Palma Junior · Brasil                                                                                           | 1:51.76  | Jean Jácome · Equador                                                          | 1:53.03  | Cristian Castro · Peru                                                                 | 1:53.54  |
| 1 500 metros                | Rodrigo Valério Silva · Brasil                                                                                                   | 4:05.83  | Yonathan Ichiparra · Peru                                                      | 4:07.26  | Israel Arellano · Equador                                                              | 4:07.67  |
| 5 000 metros                | Jefersón Revelo · Equador | 15:34.45 | Reiner Paucara · Peru                                                          | 15:36.56 | Richard Cálisaya · Peru                                                                | 15:37.57 |
| 10 000 metros               | Jefersón Revelo · Equador | 32:35.46 | Richard Cálisaya · Peru                                                        | 32:59.72 | Edson Lima · Peru                                                                      | 33:16.86 |
| 10 km marcha atlética       | César Rodríguez · Peru | 43:04.18 | Paolo Yurivilca · Peru                                                         | 43:04.23 | Braulio Morocho · Equador                                                              | 44:15.83 |
| 110 metros barreiras        | Diego Delmónaco · Chile | 13.74    | Gastón Sayago · Argentina                                                      | 13.93    | Igor Viana Jeronimo · Brasil                                                           | 13.95    |
| 400 metros barreiras        | Mikael Antonio de Jesus · Brasil                                                                                                 | 50.96    | Asafe Madai de Deus Virgolino · Brasil                                         | 51.07    | Steven Medina · Equador                                                                | 52.42    |
| 3.000 metros com obstáculos | Gerson Montes de Oca · Equador                                                                                                   | 9:53.00  | Danny Guamán · Equador                                                         | 9:54.00  | Yonathan Ichiparra · Peru                                                              | 9:54.28  |
| 4×100 metros estafetas      | Brasil · Paulo André Camilo de Oliveira · Derick de Souza Silva · Aliffer Junior dos Santos · Rodrigo Pereira de Oliveira        | 39.90    | Chile · Luis Cofré · Sebastián Keitel · Nicolás Ahumada · Enzo Faulbaum        | 40.62    | Equador · Sebastián Acuña · Carlos Darío Perlaza · Luis Enrique Calvo · Edison Camacho | 41.32    |
| 4×400 metros estafetas      | Brasil · Gabriel dos Santos · Anderson Cordeiro de Lima Cerqueira · Alexsandro Garofallo Vitorino · Maykon Kennedy do Nascimento | 3:08.86  | Chile · Nicolás Ahumada · José Manuel del Prado · Martín Tagle · Enzo Faulbaum | 3:13.79  | Peru · Luis Iriarte · Luis Benza · Mauricio Garrido · José Becerra                     | 3:16.92  |
| Salto em altura             | Jeavier Moreno · Venezuela | 2.13     | Jaime Escobar · Panamá                                                         | 2.11     | Guilherme Sales dos Santos · Brasil                                                    | 2.11     |
| Salto com vara              | José Rodolfo Pacho · Equador | 5.15     | Bruno Germano Spinelli · Brasil                                                | 5.00     | Josué Gutiérrez · Peru                                                                 | 4.80     |
| Salto em comprimento        | Samory Uiki Bandeira Fraga · Brasil                                                                                              | 7.62     | Andrés Landeta · Equador                                                       | 7.56     | Santiago Cova · Venezuela                                                              | 7.42     |
| Salto triplo                | Ulisses Mateus Silva Costa · Brasil                                                                                              | 16.23    | Leodan Torrealba · Venezuela                                                   | 15.14    | Santiago Cova · Venezuela                                                              | 15.03    |
| Arremesso de peso           | Santiago Espín · Equador | 18.68    | Welington Silva Morais · Brasil                                                | 18.24    | Sebastián Lazen · Chile                                                                | 18.04    |
| Lançamento de disco         | Cleverson Pereira Oliveira · Brasil                                                                                              | 57.02    | Santiago Espín · Equador                                                       | 53.10    | Davi Ferreira Junior · Brasil                                                          | 52.82    |
| Lançamento do martelo       | Joaquín Gómez · Argentina | 80.59    | Humberto Mansilla · Chile                                                      | 78.69    | Gabriel Kehr · Chile                                                                   | 77.54    |
| Lançamento do dardo         | Francisco Muse · Chile | 70.18    | Pedro Luiz do Prado Barros · Brasil                                            | 64.62    | Sebastián Tapia · Equador                                                              | 62.20    |
| Decatlo                     | Hellerson Pereira da Costa · Brasil                                                                                              | 7211     | César Jofre · Chile                                                            | 6675     | Adrián Almarza · Venezuela                                                             | 6506     |

### Feminino
| Evento                      | Ouro | Ouro     | Prata                                                                              | Prata    | Bronze                                                                      | Bronze   |
| --------------------------- | --- | -------- | ---------------------------------------------------------------------------------- | -------- | --------------------------------------------------------------------------- | -------- |
| 100 metros                  | Ángela Tenorio · Equador                                                                                                | 11.09    | Evelyn Oliveira de Paula · Brasil                                                  | 11.56    | Kenya Quiñónez · Equador                                                    | 11.59    |
| 200 metros                  | Ángela Tenorio · Equador                                                                                                | 22.84    | Vitória Cristina Rosa · Brasil                                                     | 23.48    | Mirna Marques da Silva · Brasil                                             | 24.14    |
| 400 metros                  | Thabata Vitorino de Carvalho · Brasil                                                                                   | 54.52    | Noelia Martínez · Argentina                                                        | 55.35    | Jimena Copara · Peru                                                        | 55.83    |
| 800 metros                  | Pietra Ornelas da Silva · Brasil                                                                                        | 2:17.41  | Liliane dos Santos Mariano · Brasil                                                | 2:18.54  | Katherine Tisalema · Equador                                                | 2:18.83  |
| 1 500 metros                | Katherine Tisalema · Equador                                                                                            | 4:41.50  | Ruth Cjuro · Peru                                                                  | 4:47.59  | Karina Basilio · Peru                                                       | 4:48.23  |
| 3 000 metros                | Zaida Meneses · Peru | 10:08.12 | Sheyla Eulogio · Peru                                                              | 10:12.84 | Ericka Panchi · Equador                                                     | 10:21.11 |
| 5 000 metros                | Zaida Meneses · Peru | 17:43.21 | Ericka Panchi · Equador                                                            | 17:47.65 | Sunilda Lozano · Peru                                                       | 17:55.87 |
| 10 km marcha atlética       | Karla Jaramillo · Equador                                                                                               | 48:43.94 | Stefany Coronado · Bolívia                                                         | 49:50.74 | Odeth Huanca · Bolívia                                                      | 51:24.89 |
| 100 metros barreiras        | Clara Marín · Chile | 13.48    | Triana Alonso · Peru                                                               | 15.21    |                                                                             |          |
| 400 metros barreiras        | Virginia Villalba · Equador                                                                                             | 61.13    | Leyka Archibold · Panamá                                                           | 61.97    | Janiele Vieira Leite · Brasil                                               | 63.15    |
| 3.000 metros com obstáculos | Katherine Tisalema · Equador                                                                                            | 11:03.52 | Rina Cjuro · Peru                                                                  | 11:08.08 | Luz Olivera · Peru                                                          | 11:37.12 |
| 4×100 metros estafetas      | Brasil · Rayane Amaral Santos · Mirna Marques da Silva · Evelyn Oliveira de Paula · Vitória Cristina Rosa               | 44.67    | Equador · Jimabel Ferrín · Maribel Caicedo · Kenya Quiñónez · Ángela Tenorio       | 44.88    | Chile · Camila Arrieta · Mónica Mendoza · Clara Marín · María Ignacia Montt | 46.23    |
| 4×400 metros estafetas      | Brasil · Stephanie Andreza Jesus Guimarães · Janiele Vieira Leite · Daysiellen Atla Dias · Thabata Vitorino de Carvalho | 3:47.04  | Equador · Lilibeth Estupiñán · Lisbeth Guatuña · Virginia Villalba · Tania Caicedo | 3:49.92  | Peru · Jimena Copara · Deysi Parra · Gabriela Delgado · Denisse Mejía       | 3:52.01  |
| Salto em altura             | Ana Paula Caetano de Oliveira · Brasil                                                                                  | 1.86     | Jenifer Nicole Vieira Norberto · Brasil                                            | 1.81     | Amanda Thaylor · Venezuela                                                  | 1.79     |
| Salto com vara              | Robeilys Peinado · Venezuela                                                                                            | 4.35     | Noelina Madarietta · Argentina                                                     | 3.90     | Juliana de Menis Campo · Brasil                                             | 3.90     |
| Salto em comprimento        | Leticia Oro Melo · Brasil                                                                                               | 6.17     | Adriana Chila · Equador                                                            | 6.10     | Aries Sánchez · Venezuela                                                   | 6.00     |
| Salto triplo                | Adriana Chila · Equador                                                                                                 | 12.97    | Valeria Quispe · Bolívia                                                           | 12.92    | Camila Arrieta · Chile                                                      | 12.61    |
| Arremesso de peso           | Grace Conley · Bolívia                                                                                                  | 14.88    | Marcia Henkels · Brasil                                                            | 13.62    | Ginger Quintero · Equador                                                   | 13.53    |
| Lançamento de disco         | Catalina Bravo · Chile                                                                                                  | 47.66    | Iara Capurro · Argentina                                                           | 45.85    | Júlia Lavinia Pereira Silva · Brasil                                        | 42.48    |
| Lançamento do martelo       | Elizabeth Mina · Equador                                                                                                | 55.45    | Silvia Pimenta Rodrigues · Brasil                                                  | 51.34    | Katherine Ayoví · Equador                                                   | 49.74    |
| Lançamento do dardo         | Laura Melissa Paredes · Paraguai                                                                                        | 51.44    | Estefanny Chacón · Venezuela                                                       | 50.81    | Valentina Salazar · Chile                                                   | 49.05    |
| Heptatlo                    | Fiorella Chiappe · Argentina                                                                                            | 5242     | Jenifer Nicole Vieira Norberto · Brasil                                            | 5081     | Ingrid Ellen da Silva · Brasil                                              | 5042     |

## Quadro de medalha
A contagem de medalhas foi publicada. 
| Ordem | País      | Medalha de ouro | Medalha de prata | Medalha de bronze | Total |
| ----- | --------- | --------------- | ---------------- | ----------------- | ----- |
| 1     | Brasil    | 17              | 14               | 8                 | 39    |
| 2     | Equador   | 13              | 8                | 10                | 31    |
| 3     | Chile     | 4               | 4                | 7                 | 15    |
| 4     | Peru      | 3               | 8                | 11                | 22    |
| 5     | Argentina | 2               | 4                | 0                 | 6     |
| 6     | Venezuela | 2               | 2                | 5                 | 9     |
| 7     | Bolívia   | 1               | 2                | 1                 | 4     |
| 7     | Panamá    | 1               | 2                | 1                 | 4     |
| 9     | Paraguai  | 1               | 0                | 0                 | 1     |

## Participantes
De acordo com uma contagem não oficial, 245 atletas de 11 países participaram, 6 atletas menos do que o número oficialmente publicado de 251. 
| - Argentina (15) - Bolívia (8) - Brasil (56) - Chile (31) - Equador (65) - Guiana (2) | - Panamá (9) - Paraguai (5) - Peru (36) - Uruguai (2) - Venezuela (16) |

Legenda
| Recorde mundial       | Recorde mundial (World record)               |                       | Recorde africano                      | Recorde africano (African) |                                           | Q | Classificado por posição (Qualified) |
| Recorde do campeonato | Recorde do campeonato (Championship record)  | Recorde da América    | Recorde da América (Americas)         | q                          | Classificado por melhor tempo (Qualified) |   |                                      |
| Melhor marca do ano   | Melhor marca do ano (World leading)          | Recorde asiático      | Recorde asiático (Asian)              | DNS                        | Não largou (Did not start)                |   |                                      |
| Recorde nacional      | Recorde nacional (National record)           | Recorde europeu       | Recorde europeu (European)            | DNF                        | Não terminou (Did not finish)             |   |                                      |
| Recorde pessoal       | Recorde pessoal do atleta (Personal best)    | Recorde da Oceania    | Recorde da Oceania (Oceania)          | DSQ / DQ                   | Desclassificado (Disqualified)            |   |                                      |
| Recorde da temporada  | Recorde da temporada do atleta (Season best) | Recorde sul-americano | Recorde sul-americano (South America) | NM                         | Sem marca (No mark)                       |   |                                      |